# Polchowa
Polchowa, Połchowa (ukr. Півхова) – uroczysko-dawna miejscowość w Polsce, w województwie podkarpackim, w powiecie przemyskim, w gminie Dubiecko.
Do 1934 stanowiła gminę jednostkową w powiecie przemyskim, za II RP w woј. lwowskim. W 1934 w nowo utworzonej zbiorowej gminie Dubiecko. Tam utworzyła gromadę Polchowa składającą się z miejscowości Polchowa, Podbukowina, Słonne, Winne.
Podczas II wojny światowej w gminie Dubiecko  w powiecie Przemysl w dystrykcie krakowskim (Generalne Gubernatorstwo). Liczyła wtedy 675 mieszkańców. 
W latach 1945–1946 nacjonaliści ukraińscy z OUN-UPA zamordowali tutaj 21 Polaków, paląc większość gospodarstw.
Po wojnie w gminie Dubiecko w powiecie przemyskim w województwie rzeszowskim. Jesienią 1954 zniesiono gminy tworząc gromady. Polchowa weszła w skład nowo utworzonej gromady Sielnica wraz z Sielnicą, a po jej zniesieniu 30 czerwca 1960 – do gromady Dubiecko. Tam przetrwała do końca 1972 roku, czyli do kolejnej reformy gminnej.
W latach 1975–1998 miejscowość administracyjnie należała do województwa przemyskiego.